# Benjamin Spradley
Benjamin "Ben" Spradley fue un boxeador estadounidense. Logró una medalla de plata en la categoría de peso mediano durante los  Juegos Olímpicos de San Luis 1904. Realizó un único combate frente a Charles Mayer, el cual perdió por nocaut técnico en el tercer asalto.